# Band FM Caruaru
Band FM Caruaru é uma emissora de rádio brasileira concessionada no município de Camocim de São Félix, Pernambuco, onde se encontra o seu sistema irradiante. A sede administrativa localiza-se em Caruaru. A estação opera na frequência modulada de 102,1 MHz, é afiliada à rede Band FM e integra o Sistema Brasil Nordeste de Comunicação.
A emissora foi fundada em 2002 e, desde então, possui papel relevante no cenário radiofônico do Agreste Pernambucano. Inicialmente transmitia em 99,3 MHz; em 2017, após autorização da Agência Nacional de Telecomunicações (Anatel), migrou para 104,1 MHz em virtude da elevação de sua classe de operação de C para B1, ampliando a área de cobertura e reduzindo zonas de sombra em Caruaru, mesmo estando o transmissor a 25 km da sede. Em 11 de agosto de 2020 houve nova alteração de frequência, para 102,1 MHz, acompanhada de atualização de classe. Desde então, a Band FM Caruaru mantém-se entre as principais estações da região.